# Château de la Noë Bel-Air
Pour les articles homonymes, voir La Noë et Bel-Air.
Le château de la Noë Bel-Air est un château situé à Vallet, dans la région Pays de la Loire, en France.

## Localisation
Le château est situé sur la commune de Vallet, dans le département de la Loire-Atlantique. Il est proche de la D37, menant au Landreau.

## Historique
Maison noble détruite par un incendie durant les guerres de Vendée, elle est reconstruite entre 1835 et 1837 par l'architecte Louis-Joseph Chaigneau pour le compte d'Armand de Malestroit de Bruc de Montplaisir, sur les ruines de la maison noble.
L'orangeraie et les communs datent de 1823-1826.
Le monument est classé au titre des monuments historiques en 1974, inscrit en 1998 et classé en 1999, ainsi que l'orangeraie, les communs, le parc, le poulailler, le pigeonnier, la cour, l'élévation et la rivière aménagée.

## Description
Le château est un bâtiment rectangulaire dont la façade antérieure est orientée nord-nord-ouest. Cette façade est agrémentée d'une loggia à colonnes haute de deux étages.
Il est construit au milieu d'un parc paysager qui est aussi classé. Ce parc est entouré d'un mur d'enceinte, de faible hauteur, pourvu de petites tours rondes à plusieurs de ses angles.
Dans la partie ouest du parc se trouve un étang aménagé, au milieu duquel se trouve une petite île, reliée au parc par un pont de bois à rambarde à volute et grille en ferronnerie.
À côté de cet étang, il y a une vierge sculptée par Grootaërs, en 1846.
Dans la partie est du parc se trouve une stèle à la mémoire de Royalistes fusillés en 1793. Le parc sert, à l'époque, de point de ralliement à l'armée de Kléber qui campe non-loin.

## Style
Le style italianisant, mélangé au style Empire, est fortement inspiré de François-Frédéric Lemot, l'architecte principal, Louis-Joseph Chagniau, étant un de ses élèves. Le second architecte est Bourgeret.

## Galerie

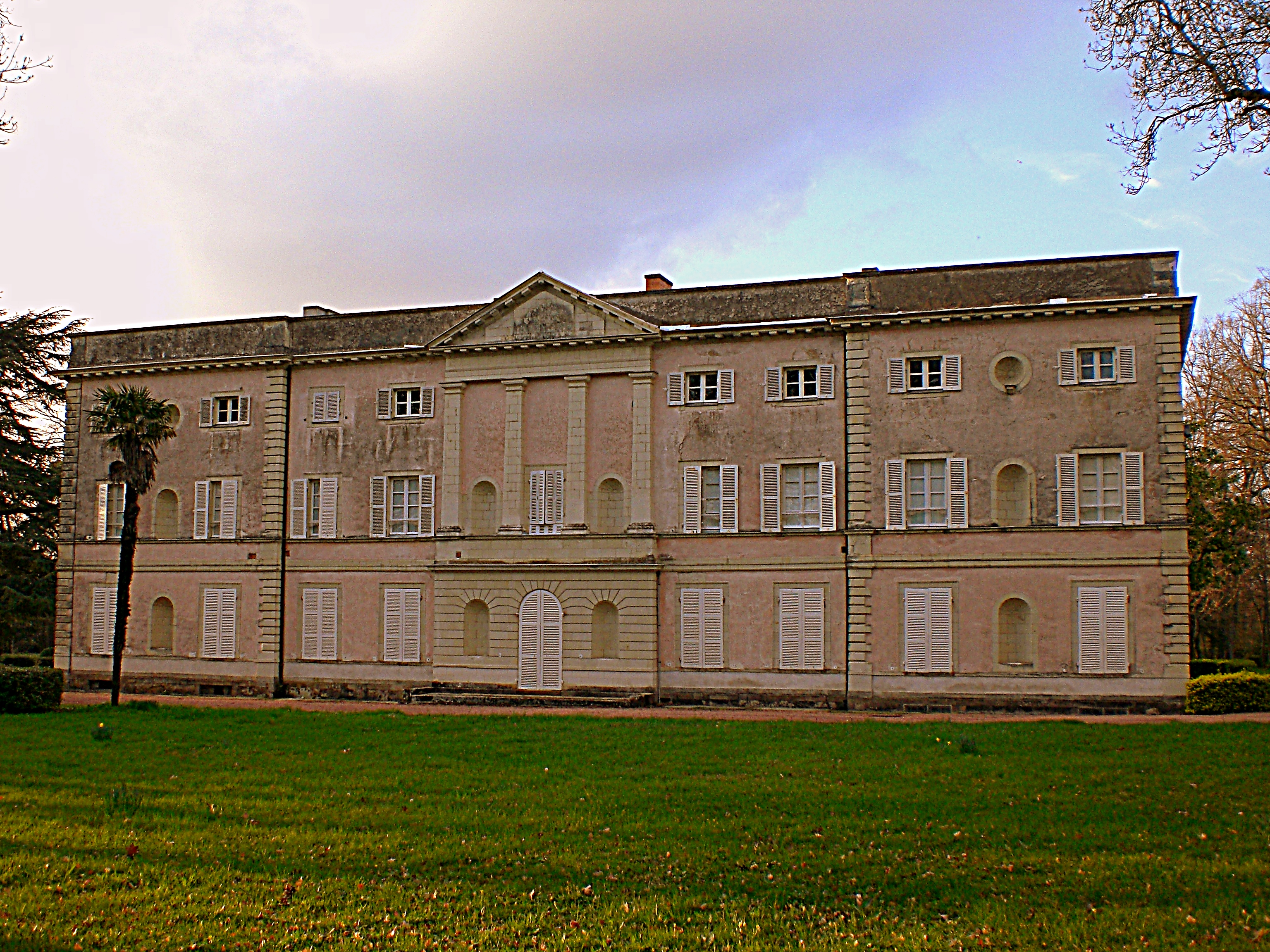
Façade postérieure, vue de l'est du parc.
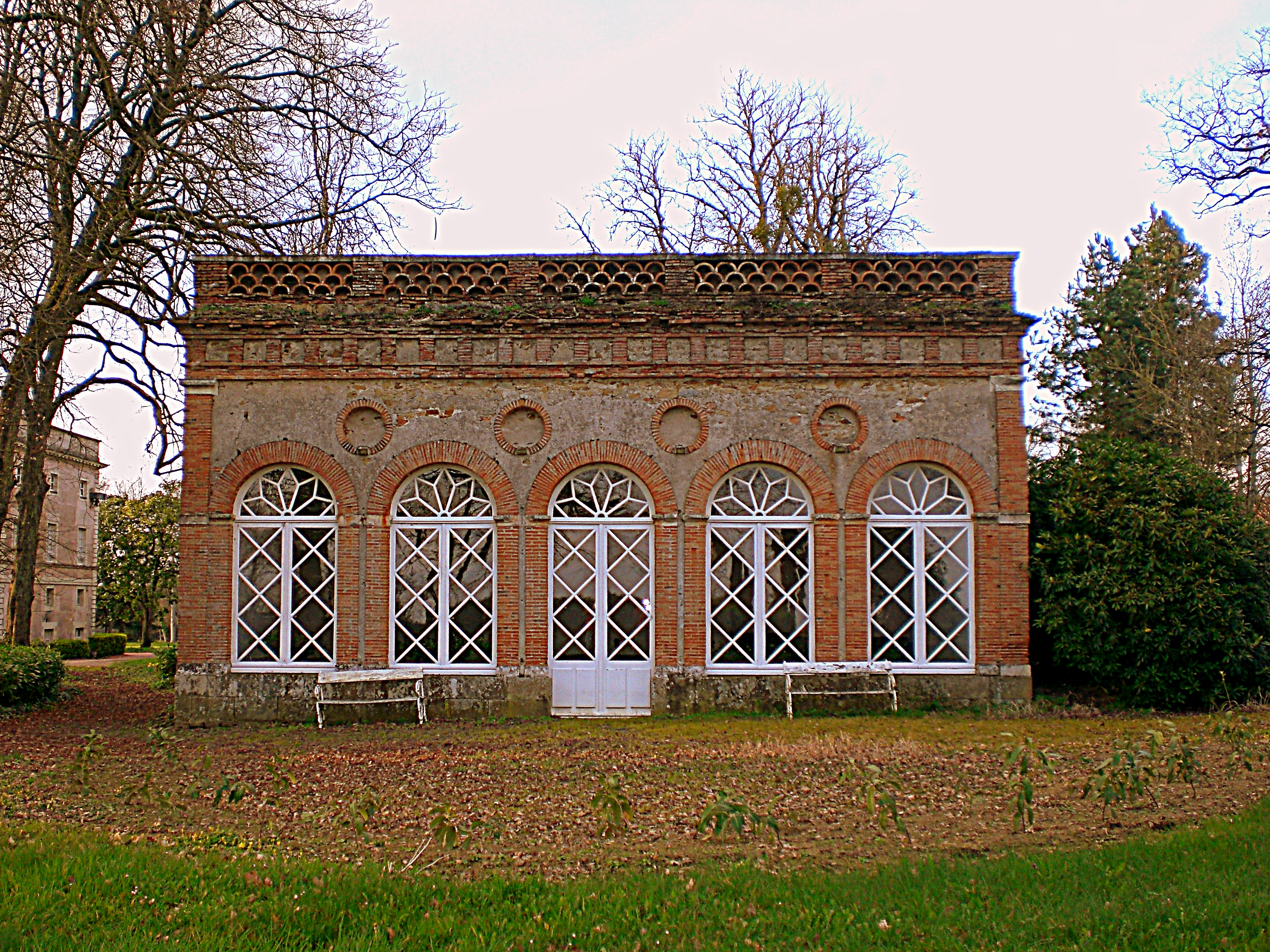
L'orangerie.
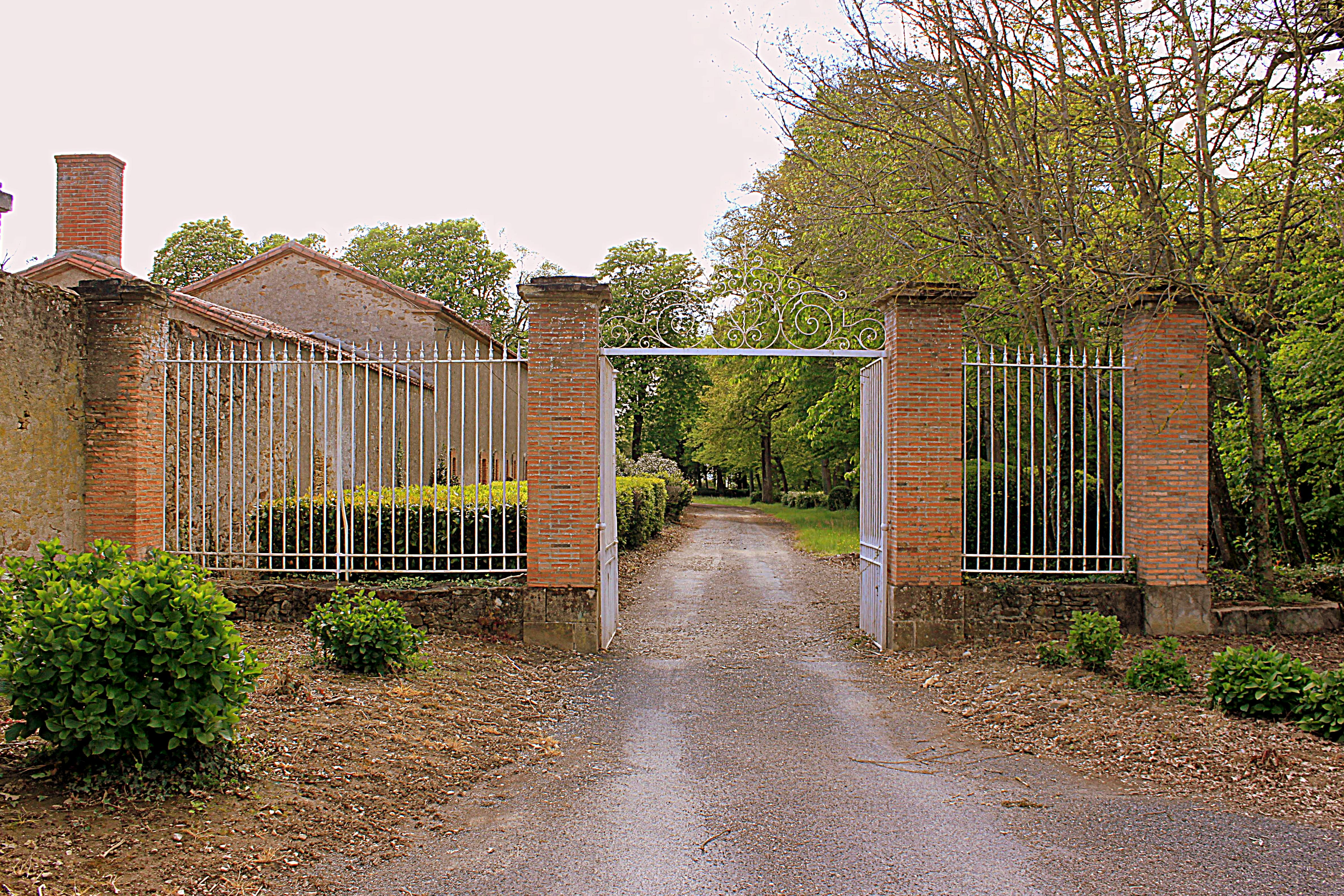
Entrée nord.
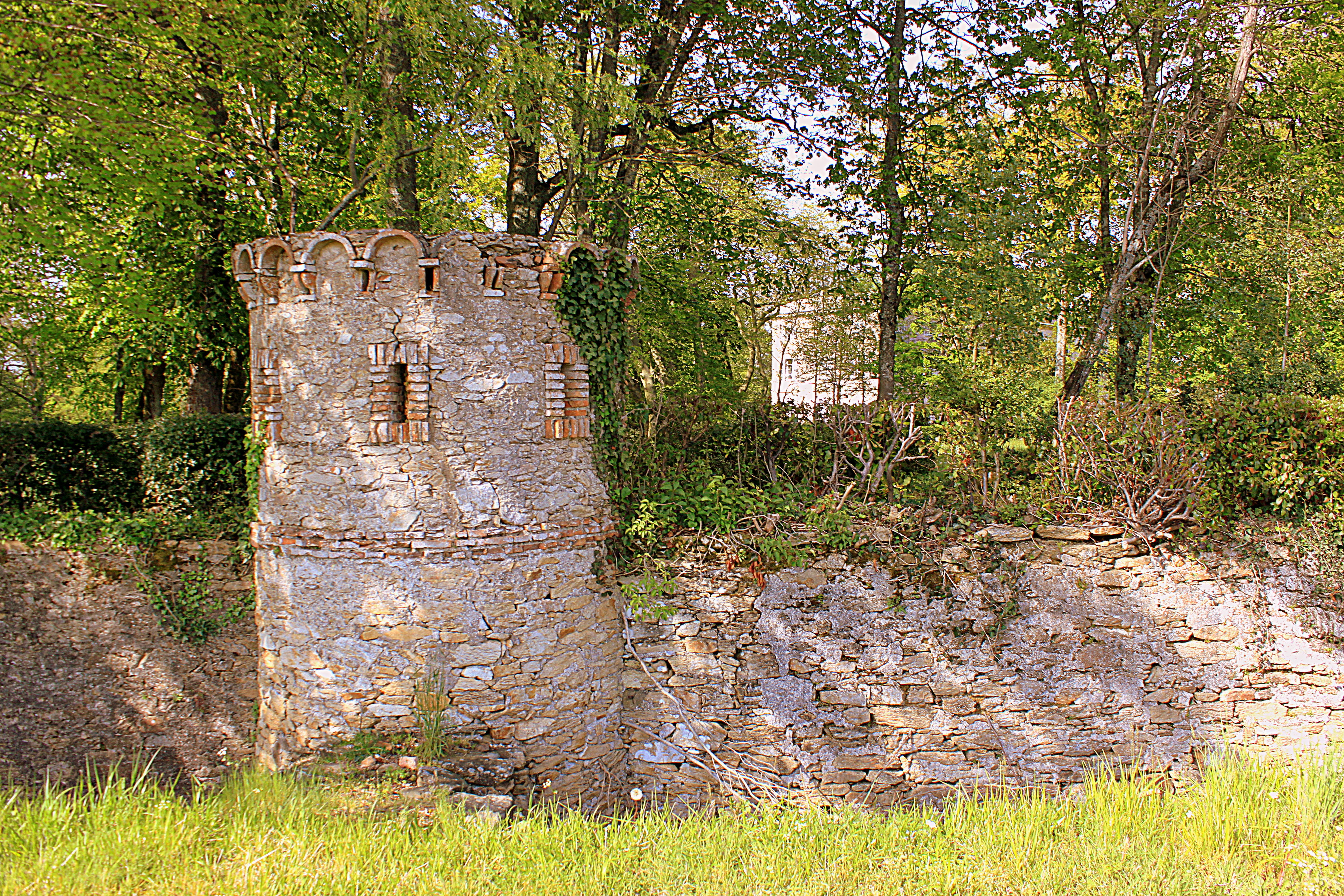
Une des tours de l'enceinte.
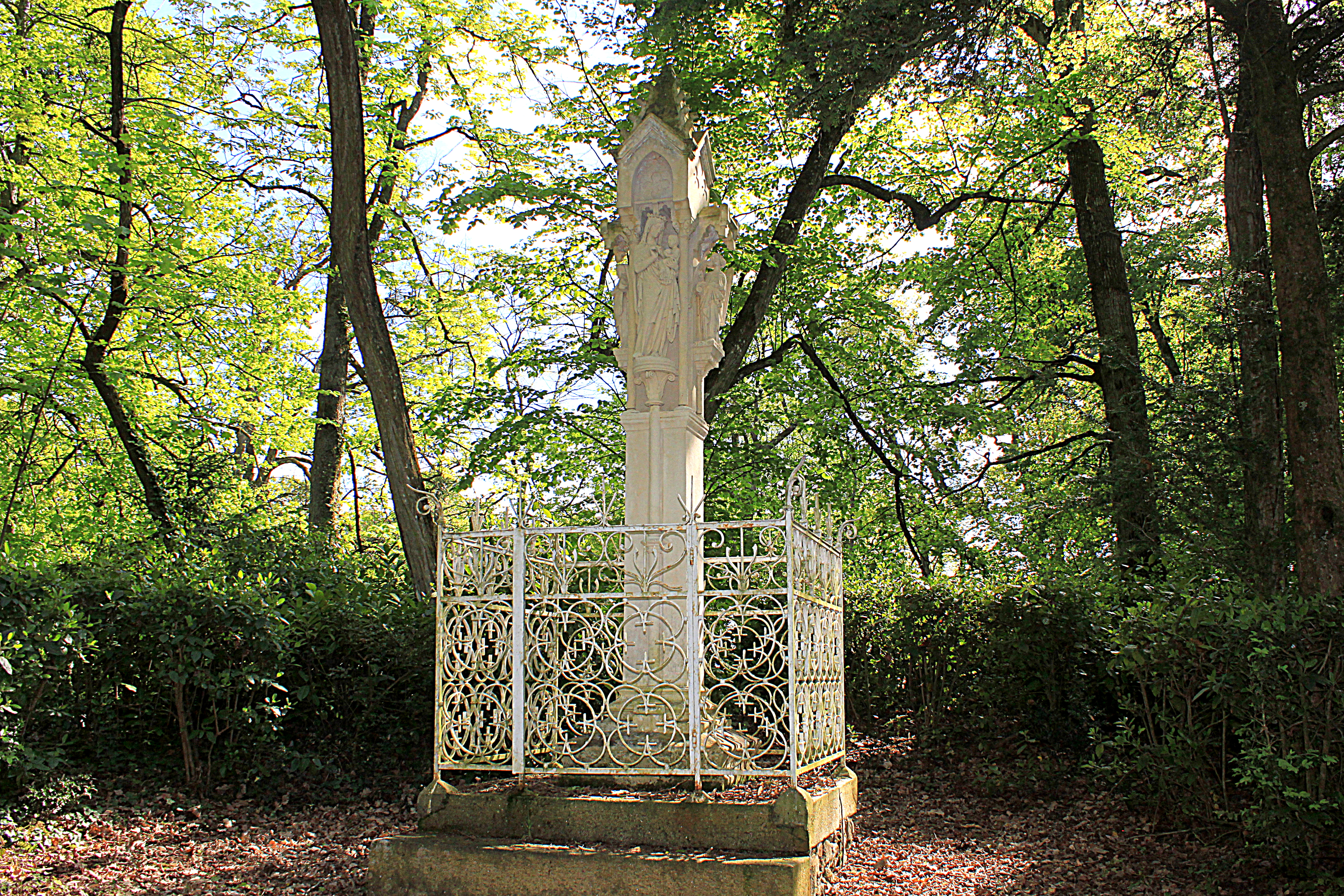
La statue de la Vierge.
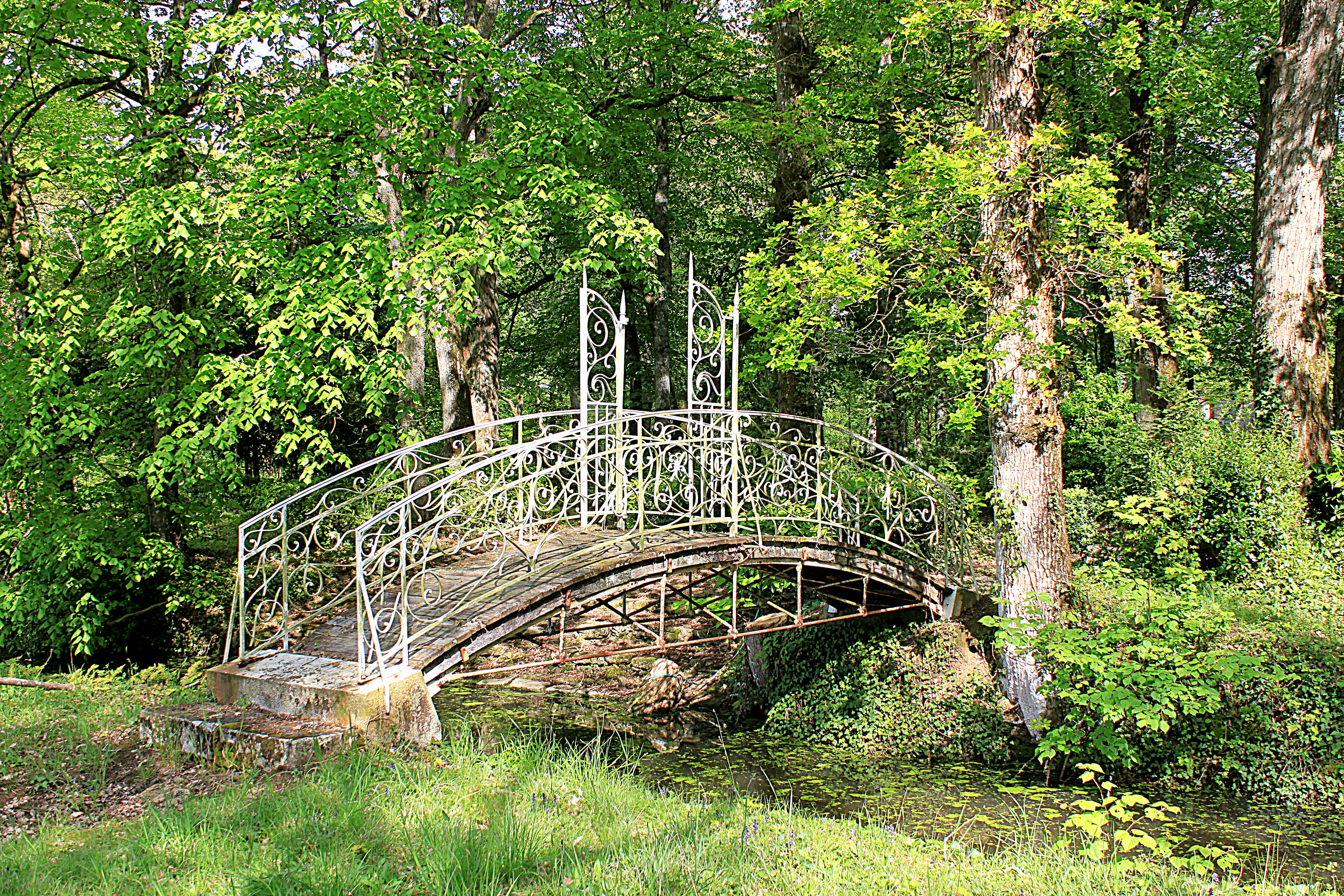
Le pont menant à l'île du parc.
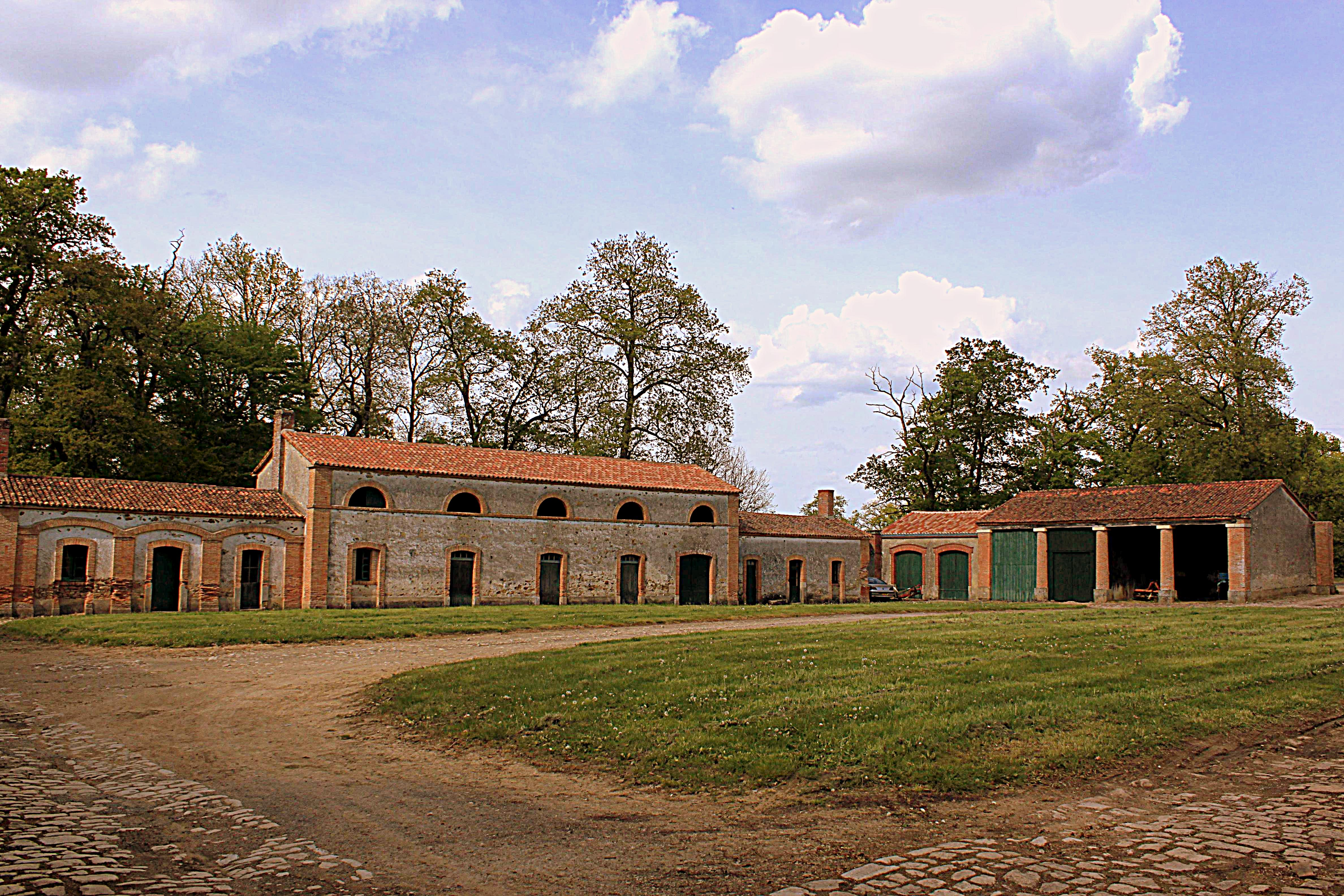
Dépendances ouest.
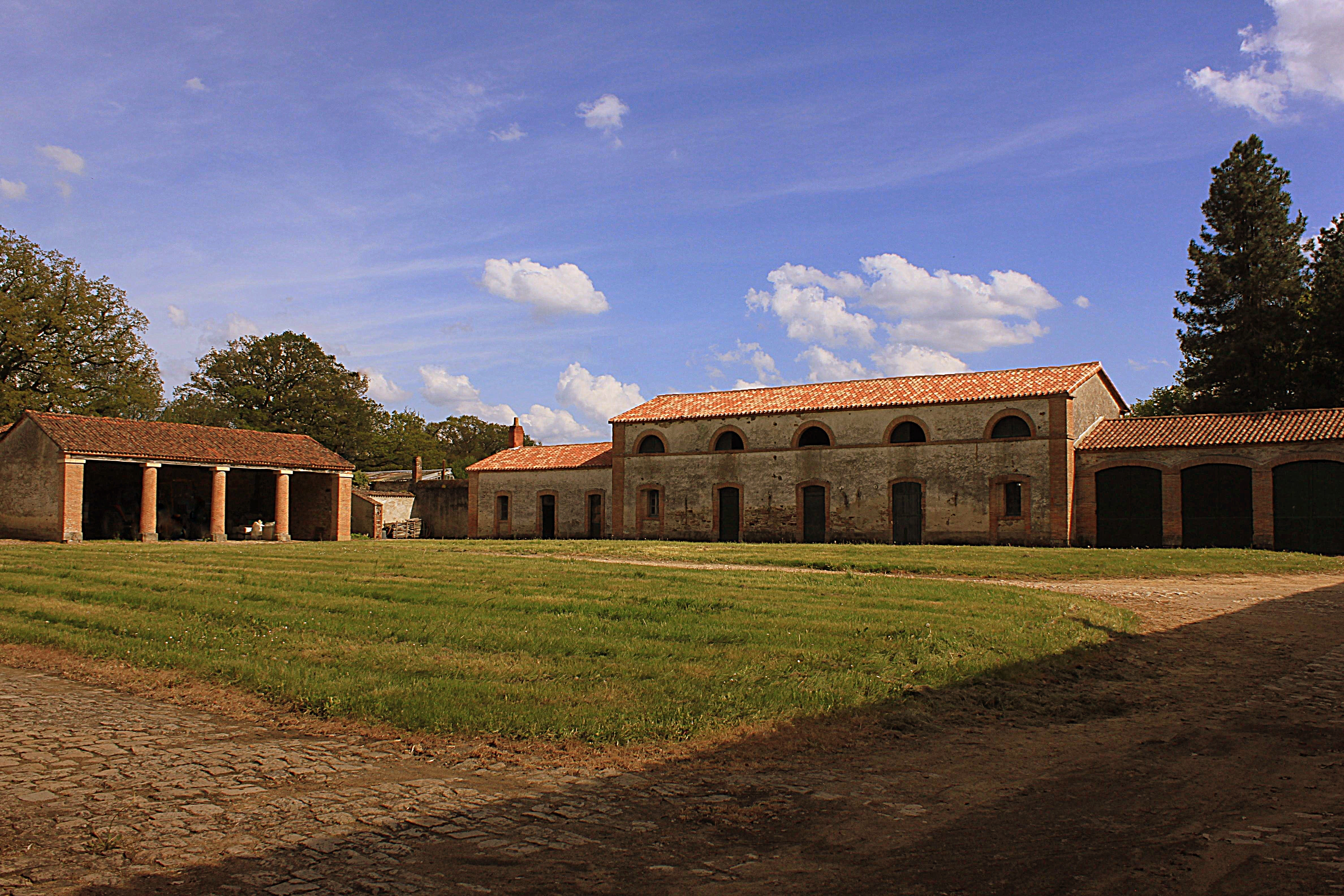
Dépendances est.
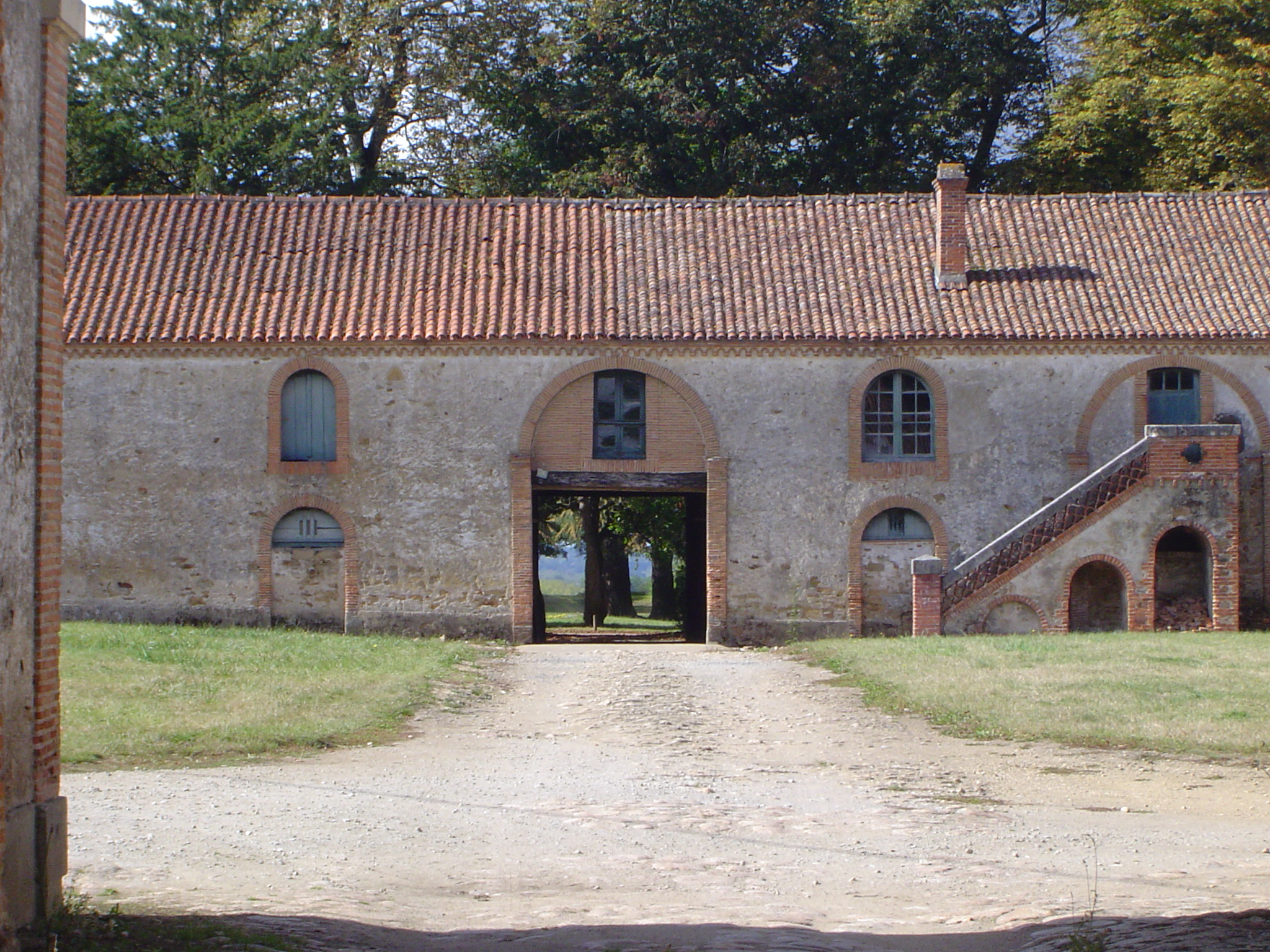
Dépendances sud.

## Pour approfondir